# (32158) 2000 MD2
2000 MD2 (asteroide 32158) é um asteroide da cintura principal. Possui uma excentricidade de 0.27391020 e uma inclinação de 6.09127º.
Este asteroide foi descoberto no dia 29 de junho de 2000 por John Broughton em Reedy Creek.